# Antonio Baldi (Sänger)

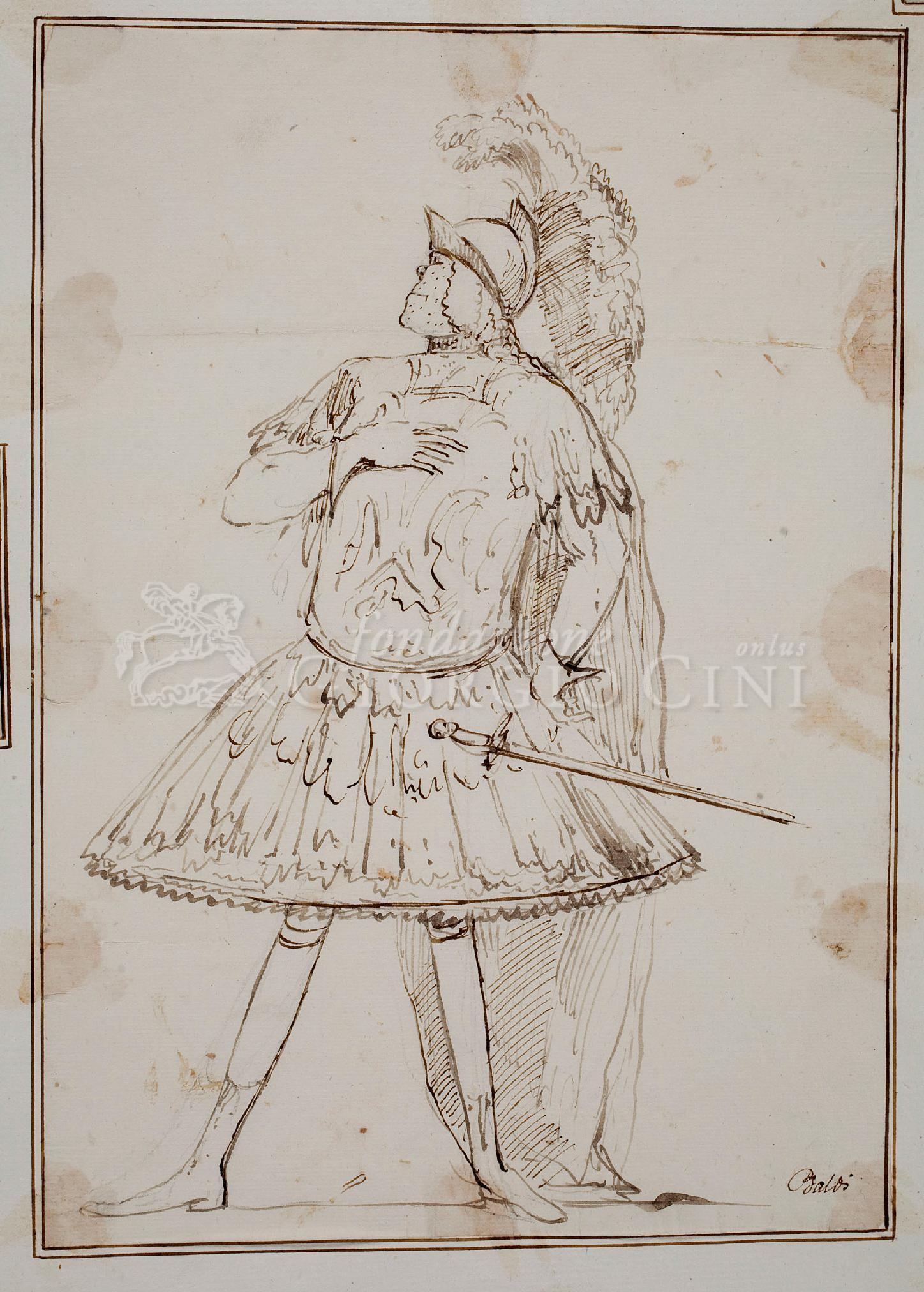
Antonio Baldi auf einer Karikatur von Anton Maria Zanetti (Fondazione Giorgio Cini, Venedig)

Antonio Baldi (nachgewiesen von 1710 bis 1735) war ein italienischer Alt-Kastrat und Opernsänger, der unter anderem drei Jahre in London mit Georg Friedrich Händel zusammenarbeitete.

## Leben
Über Baldis Jugend und Ausbildung ist wenig bekannt, laut Winton Dean stammte er aus Cortona.
Einen ersten nachweisbaren Auftritt auf der Bühne hatte er 1710 in Foligno in Antonio Caldaras Oper La Costanza in amore vince l’inganno, neben dem bekannten Altisten Giovan Battista Minelli und dem jungen Giacinto Fontana („Farfallino“). Von 1714 bis 1716 sang Baldi in einigen Opern in Palermo. Er wurde meistens als secondo uomo oder in kleineren Rollen eingesetzt.
1722 sang er anscheinend zum ersten Mal in Venedig und 1723 in Genua und Mailand.
Im Karneval 1723–1724, am bedeutenden Teatro San Giovanni Grisostomo in Venedig, sang er neben Stars wie Faustina Bordoni und Antonio Bernacchi in Il più fedel tra gl’amici von Michelangelo Gasparini (UA: 26. Dezember 1723). und in Ipermestra von Geminiano Giacomelli (UA: 5. Februar 1724).
Über Owen Swiney erhielt Antonio Baldi ein Engagement an der Royal Academy of Music in London für die Jahre von 1725 bis 1728. Sein Debüt hatte er dort in einer Wiederaufnahme des Pasticcios Elpidia mit Musik von Vinci und Giuseppe Maria Orlandini. In den nächsten drei Jahren gehörte er zu dem legendären Opernensemble mit Senesino und den beiden Primadonnen Francesca Cuzzoni und Faustina Bordoni. Antonio Baldi blieb länger bei Händel in London als alle anderen Kastraten, die nur als secondo uomo mit ihm zusammenarbeiteten. Er sang in den Uraufführungen von Händels Opern Scipione (die Titelrolle), Alessandro (Tassile), Admeto (Trasimede), Riccardo Primo (Oronte), Siroe (Medarse) und Tolomeo (Alessandro). In einer Wiederaufnahme von Rodelinda sang er den Bertarido und Nebenrollen in Wiederaufführungen von Floridante (1727) und Radamisto (1728).

In London trat er außerdem in Attilio Ariostis Opern Lucio Vero und Teuzzone auf, sowie in Giovanni Bononcinis Astianatte  und in einem Pasticcio Elisa.
Nach dem Ende der (ersten) Royal Academy im Sommer 1728 reiste Baldi zurück nach Italien, vermutlich zusammen mit seinen Kollegen Faustina Bordoni und Senesino, mit denen er im folgenden Karneval im venezianischen Teatro San Cassiano wieder auf der Bühne stand, und zwar in Giacomellis Oper Gianguir (UA: 27. Dezember 1728) und in Orlandinis Adelaide (UA: 8. Februar 1729).

In den folgenden Jahren hatte er Engagements an Opernhäusern in Genua (1730), Florenz, Turin (1730–1731), und Rom (1731).
In den Jahren 1733 bis 1735 ist er wieder in Venedig nachgewiesen, wo er kleine Rollen am San Giovanni Grisostomo sang, zuletzt in Giacomellis Merope, neben Lucia Facchinelli und den beiden Starkastraten Farinelli (Carlo Broschi) und Caffarelli, sowie in Leonardo Leos La clemenza di Tito (UA: 29. Januar 1735), neben Antonio Bernacchi, Anna Peruzzi und Gioacchino Conti.
Nachrichten über sein weiteres Leben sowie den Ort und Zeitpunkt seines Todes fehlen bislang.

## Stimme und Gesang
Laut Owen Swiney war Antonio Baldi als Sänger „weder gut noch schlecht“, also mittelmäßig, und ein passabler Schauspieler. Charles Burney, der den Sänger nie gehört hat, behauptete später, dass Baldi „ein Sänger ohne große Fähigkeiten“ gewesen sei – dies erscheint jedoch etwas untertrieben angesichts der Tatsache, dass Baldi zwar nur secondo-Rollen sang, aber immerhin an einem Theater wie dem San Giovanni Grisostomo und bei Händel, und neben den größten Stars seiner Zeit, darunter Faustina Bordoni, Francesca Cuzzoni, Lucia Facchinelli, und den Kastraten Senesino, Farinelli, Caffarelli, Bernacchi und Farfallino.
Händel schrieb für Baldi in einem Umfang vom tiefen b bis d‘‘. Auch wenn seine Arien an Komplexität und Erfindungsreichtum nicht mit denen für Senesino, Cuzzoni und Bordoni heranreichen, hatte er doch einige wundervolle Momente, wie die ergreifende Arie „Vibra, cortese amor“ des Tassile im ersten Akt von Alessandro – deren Orchestrierung mit oktavierenden Violinen das berühmte Rondo „Verdi prati“ für Carestini in Alcina (1735) vorwegnimmt –, oder Orontes festliches „Dell’onor di giuste imprese“ mit Hörnern und Oboen im zweiten Akt von Riccardo Primo.
Anton Maria Zanetti zeichnete während eines Auftritts in Venedig eine Karikatur von Antonio Baldi, die sich heute in der Fondazione Cini befindet.